# Tadeusz Zbigniew Dworak
Tadeusz Zbigniew Dworak (Posądza, 1942. október 14. – 2013. június 13.) lengyel egyetemi docens, csillagász, tudományos-fantasztikus író.

## Élete
A krakkói Jagelló Egyetemen fizikát és csillagászatot, a Moszkvai Állami Egyetemen pedig légkörfizikát tanult. Diplomája megszerzése után a Jagelló Egyetem obszervatóriumában dolgozott, ahol Kazimierz Kordylewski irányítása alatt doktori címet szerzett. Az obszervatórium átszervezése miatt 1976 után a lengyel meteorológiai intézet űrmeteorológiai osztályán dolgozott tovább, többek közt műholdas képek elemzésével foglalkozott. 1991-ben habilitált a légköri por vizsgálatának módszertanáról írt értekezésével. A krosnói Állami Felsőfokú Szakképző Iskola (Państwowa Akademia Nauk Stosowanych w Krośnie) műszaki intézetének professzora volt. A krakkói Batowicki temetőben nyugszik.
Első fantasztikus munkája a Roman Danakkal közösen írt Temida című rádiójáték volt, amelyet 1967-ben sugárzott a krakkói Polskie Radio. A munka egy évvel később nyomtatásban is megjelent a Młody Technik című lapban, Zbigniew Skawski álnév alatt. Később a Wiedza i Życie és a Razem című lapokban is publikált. Első kötete, amely Roman Danakkal közösen készült a Jana Ciągwy władza nad materią volt 1977-ben. Néhány munkáját eszperantó és magyar nyelvre is lefordították, magyarul egy novellája jelent meg a Galaktika 46. számában Jan Ciagwa hatalma az anyag fölött címmel (Roman Danakkal közösen írt munka).

## Válogatott munkái

### Tudományos művek
- Świat planet, 1979
- Astrologia. Astronomia. Astrofizyka, 1986
- Z astronomią za pan brat, 1989
- Wszechświat i ewolucja, 1989
- Milczenie Wszechświata, 1997
- Odległe planety w Układzie Słonecznym, 2000

### Sci-fi
- Jana Ciągwy władza nad materią (1977)

## Fordítás
- Ez a szócikk részben vagy egészben  a   Tadeusz Zbigniew Dworak című lengyel Wikipédia-szócikk ezen változatának fordításán alapul.  Az eredeti cikk szerkesztőit annak laptörténete sorolja fel. Ez a jelzés csupán a megfogalmazás eredetét és a szerzői jogokat jelzi, nem szolgál a cikkben szereplő információk forrásmegjelöléseként.